# Magic (película)
Magic (en España, Magic - El muñeco diabólico; en Hispanoamérica, Magia) es una película estadounidense de 1978, dirigida por Richard Attenborough. Protagonizada por Anthony Hopkins, Ann-Margret y Burgess Meredith en los papeles principales, está basada en la novela homónima de William Goldman.

## Características
La película destaca por el magistral guion de William Goldman y la dirección de Richard Attenborough, en la que pueden señalarse secuencias antológicas como la inicial y la del lago. Hay golpes de efecto que la transforman en una modélica película de suspense o thriller. Las interpretaciones, en especial las de Anthony Hopkins, encarnando por primera vez a un psicópata, y la de Burgess Meredith, como representante del artista, son memorables. 
La película tuvo una acogida extraordinaria, pero solo recibió galardones menores como el Premio Saturno 1979 al mejor actor secundario (Burgess Meredith); y el Premio Edgar 1979 a la mejor película (William Goldman).

## Sinopsis
Corky (Anthony Hopkins) es un mago de naipes sin éxito que se presenta en bares de aficionados. Todo cambia cuando incorpora a su show al muñeco Fats, quien desborda personalidad e ingenio sorprendentes, transformando su número en todo un espectáculo. Su representante lo invita a participar en un programa televisivo que lo consagrará definitivamente, pero como el contrato exige que el artista se realice exámenes médicos previos y Corky no está dispuesto a pasar por ellos, discute con él, que cree que tiene miedo al éxito, y huye con su muñeco a un camping desolado, donde revive un antiguo amor con la dueña del mismo, hoy casada. Allí lo encuentra su representante y empieza a manifestarse el verdadero conflicto que intentaba disimular Corky: que la personalidad del muñeco Fats se ha apoderado de la de su ventrílocuo y lo ha transformado en un instrumento de su mente desquiciada.

## Reparto
- Anthony Hopkins - Corky Withers / Fats (voz)
- Ann-Margret - Peggy Ann Snow
- Burgess Meredith - Ben Greene
- Ed Lauter - Duke
- E. J. André - Merlin
- Jerry Houser - el taxista
- David Ogden Stiers - Todson
- Lillian Randolph - Sadie
- Joe Lowry - el maestro de ceremonias
- Bob Hackman - el padre
- Mary Munday - la madre
- Brad Beesley - Corky joven
- Scott Garrett - el hermano de Corky
- Beverly Sanders - una mujer del público
- I.W. Klein - el gerente del hotel
- Patrick McCullough - el portero
- Stephen P. Hart - el capitán
- Michael J. Harte - el sacerdote